# Pavel Urbášek
Pavel Urbášek (* 20. listopadu 1959 Šumperk) je český historik, zabývá se moderními českými dějinami. Spolu s Miroslavem Vaňkem vydal knihu Vítězové? Poražení? (2005), věnovanou orální historii komunistického režimu v ČSSR očima bývalých disidentů a funkcionářů KSČ. Je ředitelem Archivu Univerzity Palackého v Olomouci.